# 尼尔堡
尼尔堡（德語：Nürburg，德語發音：[ˈnʏʁbʊʁk]）是德国莱茵兰-普法尔茨州阿尔韦勒县的一个市镇，得名于当地一座名为尼尔堡的中世紀中期城堡。著名的纽博格林赛道即位于尼尔堡附近。